# Streekomroep START
Streekomroep START was de lokale omroep voor de gemeenten Sittard-Geleen en Beek. De omroep was een fusie van de Lokale Omroep START (Geleen/Beek), Lokale Omroep Sittard en Lokale Omroep Born, en bestond in deze vorm van 2002 tot en met 2019

## Geschiedenis
Op 19 april 1985 werd vanuit de OMC (Omroep Medisch Centrum), de ziekenomroep van het voormalige Barbara-ziekenhuis in Geleen, de Lokale Omroep START opgericht. De letters START staan voor STAds Radio en Televsie. In eerste instantie verzorgde de omroep een kabelkrant, later uitgebreid met radio- en televisie-uitzendingen. Omdat in de nabijgelegen gemeente Beek de vorming van een lokale omroep niet van de grond kwam, werd het uitzendgebied met de gemeente Beek uitgebreid. De studio's werden aanvankelijk in de kelders van de Hanenhof in Geleen gevestigd. Vijf jaar na de oprichting kreeg de omroep de beschikking over een eigen etherzender, die lange tijd gedeeld moest worden met de Lokale Omroep Stein.
Na de gemeentelijke herindeling in 2001, waarbij de zelfstandige gemeenten Geleen, Sittard en Born werden opgeheven en samen werden gevoegd tot de nieuwe gemeente Sittard-Geleen, dienden de bestaande omroepen te fuseren. In 2002 kwam de nieuwe omroep, Streekomroep START, tot stand. Er werd wederom gekozen voor de naam START omdat deze naam inmiddels een gevestigde naam in de regio was en bovendien ook neutraal. Nadat de kabelnetwerken van Geleen, Sittard en Born aan elkaar waren gekoppeld verhuisde de omroep naar het onderkomen van de Lokale Omroep START in Geleen.
Vanwege de sloop van het voormalige politiebureau, het oude gebouw van de Hanenhof en diverse gebouwen in de omgeving moest de omroep de kelder van De Hanenhof verlaten. Na een tijdelijke verhuizing van de studio's keerde de omroep terug naar het nieuwe cultuurcluster Hanenhof in Geleen, waar naast de omroep ook de openbare bibliotheek organisatie BiblioNova, de Muziekschool Artamuse en zalencentrum De Hanenhof werden ondergebracht. Het Cultuurcluster werd op 18 november 2005 geopend.
De ontwikkelingen van DAB techniek, de beperkte beschikbaarheid van frequenties en de landelijke uitrol ten behoeve van lokale en streekomroepen had tot gevolg dat de overheid (ministerie Economische Zaken), gesteund door de NLPO en de VNG, heeft ingezet op de vorming van streekomroepen met groter bereik en meer professionaliteit. Sinds 2016 zijn er besprekingen gevoerd met de Lokale Omroep Stein en Streekomroep Start, in nauw overleg met de betrokken gemeenten (Sittard-Geleen, Stein en Beek) om te komen tot een fusie van de beide omroepen. Nadat in 2019 al naar een gezamenlijke programmering is toegewerkt, is per 1 januari 2020 de fusie een feit, en is de zendmachtiging voor de gemeenten overgegaan naar Omroep Westelijke Mijnstreek met programma's onder de naam Bie Os.

## Ontvangst
De omroep beschikte over twee radiostudio's, één televisiestudio en een ruimte waar de kabelkrant werd gemaakt. De omroep had naast de gebruikelijke kabelfrequentie twee etherfrequenties, FM 99,1 MHz (Pijperflat Geleen) en FM 107,3 MHz (Schouwburg Sittard) van de voormalige Lokale Omroep Sittard. In 2010 werd weer begonnen met een kabelkrant en is de omroep in feite weer teruggekeerd naar de roots van haar bestaan.